# Stupnica (Leskovac)
Stupnica (Leskovac) (em cirílico: Ступница) é uma vila da Sérvia localizada no município de Leskovac, pertencente ao distrito de Jablanica, na região de Jablanica. A sua população era de 249 habitantes segundo o censo de 2002.

## Demografia
| 1948  | 1953  | 1961  | 1971 | 1981 | 1991 | 2002 | 2011 |
| ----- | ----- | ----- | ---- | ---- | ---- | ---- | ---- |
| 1 126 | 1 082 | 1 068 | 925  | 743  | 553  | 402  | 249  |